# Brak (Libyen)
Brak (arabisch براك, manchmal auch Biraq, italienisch Brach) ist eine Stadt im Munizip Wadi asch-Schati’ im westlichen Zentral-Libyen.
Etwa 15 Kilometer nördlich von Brak befindet sich der Jabal al-Hasawna. Die Stadt hatte 2004 eine Einwohnerzahl von 39.444 und ist die Heimat des technischen Kollegiums der Universität von Sabha. Der größte Teil der neuen Entwicklung in der Stadt findet im Norden des alten Stadtzentrums statt, das Gärten und Forts aus der italienischen und der osmanischen Zeit vorzuweisen hat.
Im Norden der Stadt befindet sich der Flughafen Brak, der auch als Luftwaffenstützpunkt genutzt wird.